# Дуе (Италия)
 Тази статия е за селото в Северна Италия.  За града във Франция вижте Дуе.  
Ду̀е (на италиански и на френски: Doues, на местен диалект: Doue, Доуе, от 1939 до 1946 г. Dovia d'Aosta, Довия д'Аоста) е село и община в Северна Италия, автономен регион Вале д'Аоста. Разположено е на 1776 m надморска височина. Населението на общината е 474 души (към 2010 г.).